# Katedra Skandynawistyki Uniwersytetu im. Adama Mickiewicza w Poznaniu
Katedra Skandynawistyki Uniwersytetu im. Adama Mickiewicza w Poznaniu (KS UAM) – jednostka organizacyjna Uniwersytetu im. Adama Mickiewicza w Poznaniu w ramach Wydziału Neofilologii kształcąca studentów w kierunkach zaliczanych do nauk filologicznych: filologia szwedzka, filologia duńska, filologia norweska, na studiach stacjonarnych. 
Mieści się on w budynku Collegium Novum przy al. Niepodległości 4.

## Historia Skandynawistyki na UAM
Na Uniwersytecie Poznańskim w okresie międzywojennym prowadzony był lektorat języka szwedzkiego i duńskiego. 
Po II wojnie światowej od 1953 roku pod opieką dr Mieczysława Kobylańskiego prowadzony był lektorat języka szwedzkiego, zaś od roku 1962 – języka norweskiego.
W roku 1967  w ramach studiów filologii germańskiej i angielskiej wprowadzono lektorat języka duńskiego.
Zakład Skandynawistyki w Instytucie Filologii Germańskiej został powołany w 1974 roku. Kierownikiem zakładu został prof. dr hab. Bernard Piotrowski. 
Pierwszy nabór na pięcioletnie studia stacjonarne filologii szwedzkiej i norweskiej został przeprowadzony w 1974 roku. Już w roku 1975 w ramach Instytutu Filologii Germańskiej przeprowadzono pierwszy nabór na filologię duńską i fińską. 
W dniu 1 października 1984 roku Zakład Skandynawistyki został podniesiony do rangi Katedry Skandynawistyki, która jest samodzielną jednostką Wydziału Neofilologii. Pierwszym kierownikiem tej Katedry był prof. zw. dr hab. Bernard Piotrowski. 
Od 30 października 2000 do 31 stycznia 2005 rozszerzona do Katedry Skandynawistyki i Baltologii. Wówczas Zakład Baltologii, czyli filologia litewska oraz łotewska, stanowił jednostkę Katedry Skandynawistyki i Baltologii. Od 1 lutego 2005 jako Zakład Bałtologii został wcielony w strukturę Instytutu Językoznawstwa. 
Od dnia 1 lutego 2005 filologia fińska została wyłączona ze struktur Katedry Skandynawistyki i włączona do Zakładu Filologii Ugrofińskiej w Instytucie Językoznawstwa.
W 2014 roku Katedra otrzymała nagrodę Akademii Szwedzkiej za promocję kultury szwedzkiej za granicą.

## Poczet kierowników[2]
- 1974–1984 – prof. zw. dr hab. Bernard Piotrowski (kierownik Zakładu Skandynawistyki)
- 1984–1987 – prof. zw. dr hab. Bernard Piotrowski (kierownik Katedry Skandynawistyki)[4]
- 1987–1991 – dr hab. Sława Awedyk, prof. UAM[4]
- 1991–2007 – dr hab. Eugeniusz Rajnik, prof. UAM[4]
- 2007–2024 – dr hab. Grzegorz Skommer, prof. UAM[4]
- od 1 stycznia 2025 – prof. dr hab. Dominika Skrzypek[4]

## Władze katedry
| Stanowisko         | Imię i nazwisko                 |
| ------------------ | ------------------------------- |
| Kierownik Katedry  | prof. dr hab. Dominika Skrzypek |
| Kierownik kierunku | dr Paulina Horbowicz            |